# Mario Hezonja
Mario Hezonja (ur. 25 lutego 1995 w Dubrowniku) – chorwacki koszykarz, reprezentant kraju, występujący na pozycjach rzucającego obrońcy oraz skrzydłowego, obecnie zawodnik Uniksu Kazań.
W 2013 wystąpił w meczu wschodzących gwiazd - Nike Hoop Summit.
6 lipca 2018 podpisał umowę z New York Knicks. 3 lipca 2019 został zawodnikiem  Portland Trail Blazers.
20 listopada 2020 trafił w wyniku wymiany do Memphis Grizzlies. 11 grudnia został zwolniony.
22 lutego 2021 dołączył do greckiego Panathinaikosu OPAP Ateny. 31 lipca 2021 zawarł umowę z rosyjskim Uniksem Kazań. 

## Osiągnięcia
Stan na 31 lipca 2021, na podstawie, o ile nie zaznaczono inaczej.
Drużynowe
- Mistrz:
  - Hiszpanii (2014)
  - Grecji (2021)
- Wicemistrz Hiszpanii (2015)
- Zdobywca pucharu:
  - Grecji (2021)
  - Chorwacji (2011)
- Finalista:
  - pucharu Hiszpanii (2015)
  - superpucharu Hiszpanii (2014, 2015)
- Uczestnik rozgrywek Euroligi (2013–2015)

### Indywidualne
- Laureat nagrody:
  - Wschodząca Gwiazda LEB Oro (2013 – II liga hiszpańska)
  - Sportske novosti award for Fair Play (2011)
  - dla najbardziej spektakularnego zawodnika ligi greckiej (2021)

### Reprezentacja
Seniorów
- Uczestnik mistrzostw świata (2014 – 10. miejsce)

Młodzieżowe
- Mistrz Europy U–16 (2011)
- Brązowy medalista mistrzostw świata U–17 (2012)
- Uczestnik mistrzostw świata U–19 (2011 – 8. miejsce)
- MVP mistrzostw Europy U–16 (2011)
- Zaliczony do I składu:
  - mistrzostw:
    - Europy U–16 (2011)
    - świata U–17 (2012)

  - turnieju L'Hospitalet (2013)